# Eduard Wiegand

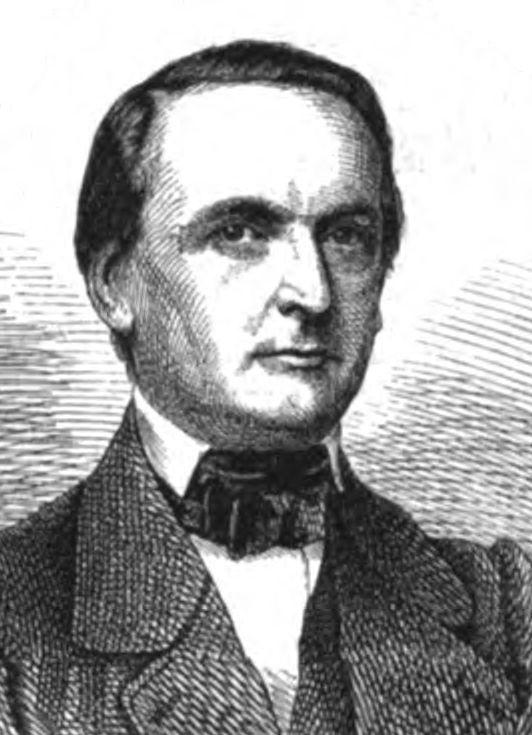
Eduard Wiegand (1863)

Eduard Wiegand (* 9. Mai 1815 in Rotenburg an der Fulda; † 24. Februar 1877 in Bari) war ein deutscher Verwaltungsjurist im Kurfürstentum Hessen. Als Liberaler wurde er in die Kurhessische Ständeversammlung und in den Reichstag gewählt.

## Verwaltungskarriere
Im Herbst 1832 immatrikulierte sich Wiegand an der Philipps-Universität Marburg für Rechtswissenschaft. Er wurde Mitglied des 1831 gestifteten Corps Schaumburgia. Er wechselte an die Ruprecht-Karls-Universität Heidelberg und beendete das Studium  1836 mit dem Staatsexamen. Im selben Jahr ging er als Gerichtsreferendar an das Obergericht in Kassel. Ab 1841 war er in verschiedenen Verwaltungsfunktionen bei den Provinzialregierungen in Kassel und Fulda tätig. Nach der Deutschen Revolution 1848/1849
wurde er als überzeugter Liberaler zum vortragenden Regierungsrat im kurhessischen Innenministerium der Märzregierung unter Bernhard Eberhard befördert. Nach dem Sieg der Reaktion wurde er 1850 nach Fulda und 1851 in den Wartestand versetzt. 1857 wurde er wieder aktiviert und in die Direktion der Landeskreditkasse berufen. Von 1860 bis 1867 war er Mitglied der kurfürstlich hessischen Commission für Handel und Gewerbe. Nachdem der Kurstaat 1866 an Preußen gefallen war, wurde er – auch aufgrund seiner preußenfreundlichen Haltung – 1867 zum preußischen Geheimen Regierungsrat ernannt. Er bekleidete eine hohe Position im Oberpräsidium der Provinz Hessen-Nassau.
1862 wurde er als liberaler Abgeordneter in die Kurhessische Ständeversammlung gewählt und war dort einer der Sprecher der liberalen Opposition. Er gehörte dem Finanzausschuss und dem Volkswirtschaftlichen Ausschuss des Parlamentes an. Bei der Reichstagswahl Februar 1867 wurde er für die Nationalliberale Partei und den Reichstagswahlkreis Regierungsbezirk Kassel 3 in den Reichstag des Norddeutschen Bundes gewählt. Er starb mit 61 Jahren.